# Felipe Cadenazzi
Felipe Cadenazzi (Arroyo Aguiar, 12 ottobre 1991) è un calciatore argentino, attaccante del Defensor Sporting.

## Carriera
Cadenazzi ha iniziato la sua carriera nelle serie minori del campionato argentino, fino al 2014, anno in cui si è trasferito ai brasiliani del Flamengo-SP, formazione che militava nel Campeonato Paulista Série A3, ovvero la terza divisione del campionato statale di San Paolo. Nel 2015, è tornato in patria firmando con l'Atlético Paraná, formazione della seconda divisione argentina, dove ha giocato per tre stagioni. Più tardi, ha militato in altri club della seconda divisione argentina come Quilmes, Mitre (SdE), Brown (A) ed Alvarado. In vista della stagione 2022, è stato acquistato dai sudcoreani del Seoul E-Land, partecipanti alla seconda divisione locale.

## Statistiche

### Presenze e reti nei club
Statistiche aggiornate al 5 marzo 2022.
| Stagione               | Squadra                | Campionato             | Campionato | Campionato | Coppe nazionali | Coppe nazionali | Coppe nazionali | Coppe continentali | Coppe continentali | Coppe continentali | Altre coppe | Altre coppe | Altre coppe | Totale | Totale |
| Stagione               | Squadra                | Comp                   | Pres       | Reti       | Comp            | Pres            | Reti            | Comp               | Pres               | Reti               | Comp        | Pres        | Reti        | Pres   | Reti   |
| ---------------------- | ---------------------- | ---------------------- | ---------- | ---------- | --------------- | --------------- | --------------- | ------------------ | ------------------ | ------------------ | ----------- | ----------- | ----------- | ------ | ------ |
| 2014                   | Flamengo-SP            | A3/SP                  | 2          | 0          |                 | -               | -               |                    | -                  | -                  |             | -           | -           | 2      | 0      |
| 2015                   | Atlético Paraná        | PBN                    | 12         | 1          |                 | -               | -               |                    | -                  | -                  |             | -           | -           | 12     | 1      |
| 2016                   | Atlético Paraná        | PBN                    | 18         | 4          |                 | -               | -               |                    | -                  | -                  |             | -           | -           | 18     | 4      |
| 2016-2017              | Atlético Paraná        | PBN                    | 38         | 8          |                 | -               | -               |                    | -                  | -                  |             | -           | -           | 38     | 8      |
| Totale Atlético Paraná | Totale Atlético Paraná | Totale Atlético Paraná | 68         | 13         |                 | -               | -               |                    | -                  | -                  |             | -           | -           | 68     | 13     |
| 2017-2018              | Quilmes                | PBN                    | 15         | 5          |                 | -               | -               |                    | -                  | -                  |             | -           | -           | 15     | 5      |
| 2018-2019              | Mitre (SdE)            | PBN                    | 14         | 0          |                 | -               | -               |                    | -                  | -                  |             | -           | -           | 14     | 0      |
| 2019-2020              | Brown (A)              | PBN                    | 15         | 2          |                 | -               | -               |                    | -                  | -                  |             | -           | -           | 15     | 2      |
| 2020                   | Alvarado               | PBN                    | 6          | 2          |                 | -               | -               |                    | -                  | -                  |             | -           | -           | 6      | 2      |
| 2021                   | Alvarado               | PBN                    | 25         | 11         |                 | -               | -               |                    | -                  | -                  |             | -           | -           | 25     | 11     |
| Totale Alvarado        | Totale Alvarado        | Totale Alvarado        | 31         | 13         |                 | -               | -               |                    | -                  | -                  |             | -           | -           | 31     | 13     |
| 2022                   | Seoul E-Land           | K2                     | 2          | 1          |                 | -               | -               |                    | -                  | -                  |             | -           | -           | 2      | 1      |
| Totale carriera        | Totale carriera        | Totale carriera        | 147        | 34         |                 | -               | -               |                    | -                  | -                  |             | -           | -           | 147    | 34     |

## Palmarès

### Club

#### Competizioni nazionali
- Copa Uruguay: 1

Defensor Sporting: 2024